# Barver
Barver is een gemeente in de Duitse deelstaat Nedersaksen. De gemeente maakt deel uit van de Samtgemeinde Rehden in het Landkreis Diepholz. Barver telt 1.076 inwoners. Het is een weinig belangrijk boerendorp.
- Gemeinsame Normdatei: 1027247970
- Virtual International Authority File: 272175262